# Gideon Sundback

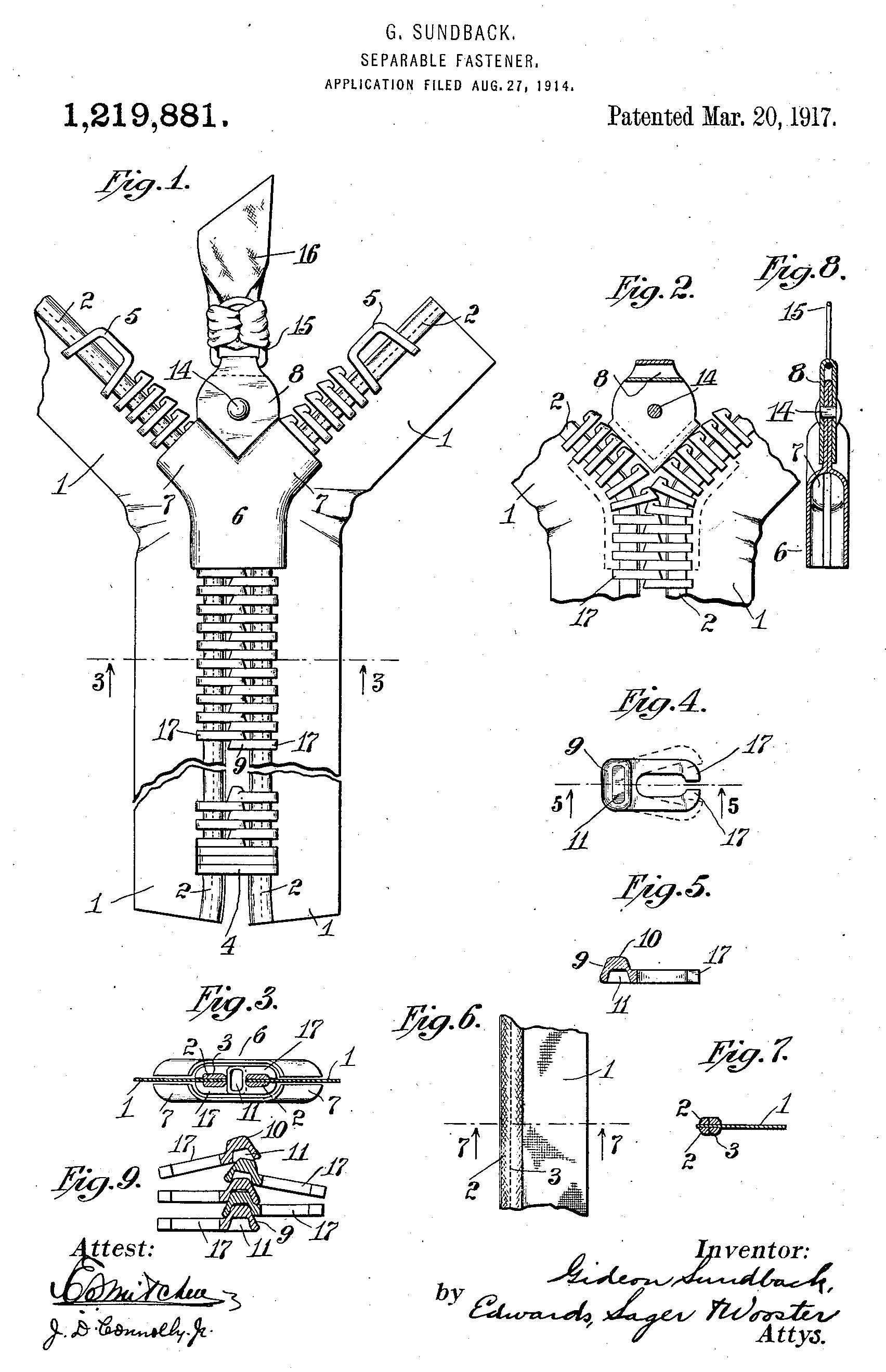
Patent na zamek błyskawiczny z 1917 roku

Gideon Sundback (ur. jako Gideon Sundbäck 24 kwietnia 1880 w Ödestugu, zm. 21 czerwca 1954 w Meadville) – amerykański inżynier pochodzenia szwedzkiego. Najbardziej znany jako wynalazca współczesnego zamka błyskawicznego.
Otto Fredrik Gideon Sundbäck urodził się w Ödestugu, w Szwecji. Jego ojcem był rolnik Jonas Otto Magnusson Sundbäck, matką – Kristina Karolina Klasdotter. Po studiach w Szwecji Sundback przeniósł się do Niemiec, gdzie studiował na politechnice w Bingen am Rhein i w 1903 roku uzyskał tytuł inżyniera. W 1905 roku wyemigrował do Stanów Zjednoczonych.
W 1913 roku stworzył pierwowzór nowoczesnego zamka błyskawicznego, udoskonalając zawodne dotychczas rozwiązanie wykorzystujące system haczyków i oczek. W kolejnym roku poprawił swój projekt wprowadzając dwa rzędy metalowych ząbków. W 1917 roku zamek błyskawiczny projektu Sundbacka został opatentowany (patent USA nr 1.219.881).

## Kariera
W 1905 roku, Gideon Sundback rozpoczął pracę w Westinghouse Electric and Manufacturing Company w Pittsburghu w stanie Pensylwania. Rok później został zatrudniony do pracy na rzecz Universal Fastener Company w Hoboken w stanie New Jersey. W 1909 roku poślubił Elvirę Aronson, córkę szwedzkiego menedżera fabryki, Petera Aronssona. Następnie awansował na stanowisko głównego projektanta w Universal Fastener.
Sundback dokonał wielokrotnych postępów w rozwoju zamków w latach 1906 i 1914, pracując w tym czasie w spółce, która w późniejszym czasie przekształciła się w Talon Inc. Swoje badania prowadził na podstawie wcześniejszych prac takich inżynierów jak Elias Howe, Max Wolff i Whitcomb Judson.
Sundback był odpowiedzialny za poprawę Judson C-curity Fastener (łącznik zamka), działającego na zasadzie oczek oraz haczyków. Sundback opracował ulepszoną wersję owego łącznika, zwanego dalej Plako, który niestety miał silną tendencję do rozrywania się i nie osiągnął większych sukcesów niż jego poprzednicy. Sundback ostatecznie rozwiązał problem w 1913 roku w momencie stworzenia pierwszego opartego na zasadzie ząbków modelu noszącego nazwę Hookless Fastener No. 1 (łącznik nr 1). Zwiększył on liczbę elementów mocujących z czterech na cal do dziesięciu lub jedenastu. Jego wynalazek polegał na zasadzie ząbków ustawionych w taki sposób, że ząbki jednego rzędu po zaciągnięciu suwaka wchodzą w wolne miejsca drugiego rzędu.
W 1914 roku Sundback ulepszył nieco model nadając mu nazwę Hookless Fastener No. 2. Model ulepszono o elementy łączące dwa rzędy ząbków zarówno na dole, jak i górze. Sprawiło to, iż konstrukcja stała się bardziej sztywna i mniej podatna na rozsuwanie i wypadanie suwaka. Model ten został opatentowany w 1917 roku. Sundback założył również firmę „Lightning Fastener Company” w Kanadzie, pierwszą wytwórnię zamków błyskawicznych i został jej prezesem.
W 1951 roku Gideon Sundback otrzymał Złoty Medal Królewskiej Szwedzkiej Akademii Nauk Inżynieryjnych, a w 2006 roku został uhonorowany wprowadzeniem do National Inventors Hall of Fame, za prace nad rozwojem zamka błyskawicznego.